# Cúp Síp 2014
Cúp Síp 2014 (Cyprus Cup 2014), giải bóng đá nữ giao hữu thường niên được tổ chức tại Cộng hòa Síp, diễn ra từ 5 đến 11 tháng 3 năm 2014. Pháp là đội tuyển giành chức vô địch.

## Thể thức
Mười hai đội được chia làm ba bảng. Các bảng A và B gồm các đội xếp hạng cao nhất và là các đội cạnh tranh chức vô địch. Các đội đầu bảng A và B thi đấu trận chung kết. Đội nhất bảng C đá trận tranh hạng ba với đội nhì có thành tích tốt nhất ở bảng A và B. Đội nhì bảng C gặp đội hạng nhì còn lại thuộc các bảng A và B để tranh hạng năm. Các đội thứ ba bảng A và B tranh hạng 7. Đội hạng ba bảng C gặp đội hạng 4 có thành tích tốt hơn trong hai bảng A và B, còn hai đội hạng bốn còn lại gặp nhau ở trận tranh hạng 11.

## Vòng bảng
Giờ thi đấu là giờ địa phương (EET/UTC+2)

### Bảng A
| Đội      | Tr | T | H | B | BT | BB | HS | Đ |
| -------- | -- | - | - | - | -- | -- | -- | - |
| Anh      | 3  | 3 | 0 | 0 | 7  | 0  | +7 | 9 |
| Canada   | 3  | 2 | 0 | 1 | 6  | 3  | +3 | 6 |
| Ý        | 3  | 0 | 1 | 2 | 2  | 6  | −4 | 1 |
| Phần Lan | 3  | 0 | 1 | 2 | 1  | 7  | −6 | 1 |

| Canada                          | 3–0     | Phần Lan |
| ------------------------------- | ------- | -------- |
| Schmidt 34', 41' · Sinclair 60' | Báo cáo |          |

| Anh                             | 2–0     | Ý |
| ------------------------------- | ------- | - |
| Carney 45' (ph.đ.) · Duggan 62' | Báo cáo |   |

| Phần Lan | 0–3     | Anh                                 |
| -------- | ------- | ----------------------------------- |
|          | Báo cáo | Asante 31' · Bonner 67' · Aluko 72' |

| Canada                             | 3–1     | Ý           |
| ---------------------------------- | ------- | ----------- |
| Matheson 33' · Leon 44' · Kyle 48' | Báo cáo | Girelli 51' |

| Anh               | 2–0     | Canada |
| ----------------- | ------- | ------ |
| Sanderson 2', 33' | Báo cáo |        |

| Ý          | 1–1     | Phần Lan    |
| ---------- | ------- | ----------- |
| Panico 82' | Báo cáo | Talonen 34' |

### Bảng B
| Đội      | Tr | T | H | B | BT | BB | HS | Đ |
| -------- | -- | - | - | - | -- | -- | -- | - |
| Pháp     | 3  | 2 | 1 | 0 | 7  | 3  | +4 | 7 |
| Scotland | 3  | 2 | 1 | 0 | 9  | 6  | +3 | 7 |
| Úc       | 3  | 0 | 1 | 2 | 6  | 9  | −3 | 1 |
| Hà Lan   | 3  | 0 | 1 | 2 | 5  | 9  | −4 | 1 |

| Hà Lan                          | 2–2     | Úc                     |
| ------------------------------- | ------- | ---------------------- |
| Miedema 12' · van der Gragt 33' | Báo cáo | Gorry 54' · Heyman 59' |

| Pháp               | 1–1     | Scotland   |
| ------------------ | ------- | ---------- |
| Beattie 68' (l.n.) | Báo cáo | L. Ross 8' |

| Scotland                          | 4–3     | Hà Lan                               |
| --------------------------------- | ------- | ------------------------------------ |
| Evans 16', 18', 34' · Beattie 55' | Báo cáo | Pieëte 43' · Martens 44' · Melis 70' |

| Úc                                | 2–3     | Pháp                              |
| --------------------------------- | ------- | --------------------------------- |
| Kerr 55' · van Egmond 72' (ph.đ.) | Báo cáo | Delie 9' · Thomis 24' · Nécib 37' |

| Hà Lan | 0–3     | Pháp                              |
| ------ | ------- | --------------------------------- |
|        | Báo cáo | Bussaglia 39', 81' · Renard 90+4' |

| Úc              | 2–4     | Scotland                          |
| --------------- | ------- | --------------------------------- |
| Heyman 64', 74' | Báo cáo | Evans 13' · J. Ross 30', 31', 70' |

### Bảng C
| Đội              | Tr | T | H | B | BT | BB | HS | Đ |
| ---------------- | -- | - | - | - | -- | -- | -- | - |
| Hàn Quốc         | 3  | 1 | 2 | 0 | 6  | 2  | +4 | 5 |
| Cộng hòa Ireland | 3  | 1 | 2 | 0 | 4  | 3  | +1 | 5 |
| Thụy Sĩ          | 3  | 1 | 1 | 1 | 4  | 4  | 0  | 4 |
| New Zealand      | 3  | 0 | 1 | 2 | 2  | 7  | −5 | 1 |

| New Zealand   | 1–1     | Cộng hòa Ireland |
| ------------- | ------- | ---------------- |
| Wilkinson 87' | Báo cáo | O'Gorman 64'     |

| Thụy Sĩ       | 1–1     | Hàn Quốc      |
| ------------- | ------- | ------------- |
| Dickenmann 6' | Báo cáo | Ji So-Yun 48' |

| Cộng hòa Ireland | 1–1     | Hàn Quốc      |
| ---------------- | ------- | ------------- |
| Quinn 24'        | Báo cáo | Ji So-Yun 38' |

| Thụy Sĩ           | 2–1     | New Zealand  |
| ----------------- | ------- | ------------ |
| Aigbogun 65', 67' | Báo cáo | Wilkinson 3' |

| Thụy Sĩ                | 1–2     | Cộng hòa Ireland           |
| ---------------------- | ------- | -------------------------- |
| Dickenmann 76' (ph.đ.) | Báo cáo | O’Sullivan 48' · Roche 90' |

| Hàn Quốc                                                    | 4–0     | New Zealand |
| ----------------------------------------------------------- | ------- | ----------- |
| Kwon Hah-Nul 8', 71' · Yoo Young-A 36' · Park Hee-young 52' | Báo cáo |             |

## Vòng phân hạng

### Tranh hạng 11
| Phần Lan | 0–1     | New Zealand   |
| -------- | ------- | ------------- |
|          | Báo cáo | Gregorius 42' |

### Tranh hạng 9
| Hà Lan                                     | 4–1     | Thụy Sĩ         |
| ------------------------------------------ | ------- | --------------- |
| Miedema 1' · Martens 17', 50' · Heuver 90' | Báo cáo | Crnogorčević 3' |

### Tranh hạng bảy
| Ý                          | 2–5     | Úc                                                    |
| -------------------------- | ------- | ----------------------------------------------------- |
| Tuttino 86' · Panico 90+1' | Báo cáo | Kerr 17' · van Egmond 22', 38' · Gorry 56' · Raso 79' |

### Tranh hạng năm
| Canada                     | 2–1     | Cộng hòa Ireland |
| -------------------------- | ------- | ---------------- |
| Matheson 55' · Schmidt 90' | Báo cáo | Littlejohn 13'   |

### Tranh hạng ba
| Scotland                             | 1–1     | Hàn Quốc                                  |
| ------------------------------------ | ------- | ----------------------------------------- |
| Little 87'                           | Báo cáo | Yoo Young-A 64'                           |
| Loạt sút luân lưu                    |         |                                           |
| Corsie · J. Ross · Beattie · Sneddon | 1–3     | Ji So-Yun · Park Hee-young · Kwon Hah-Nul |

### Chung kết
| Anh | 0–2     | Pháp                  |
| --- | ------- | --------------------- |
|     | Báo cáo | Thiney 6' · Abily 18' |